# Taranucnus nishikii
Taranucnus nishikii là một loài nhện trong họ Linyphiidae.
Loài này thuộc chi Taranucnus. Taranucnus nishikii được Takeo Yaginuma miêu tả năm 1972.